# Witalij Bogatyriow
Witalij Bogatyriow, ros. Виталий Bogatyriow (ur. 2 stycznia 1949) – radziecki kierowca wyścigowy.

## Kariera
W 1978 roku został mistrzem ZSRR w klasie samochodów turystycznych oraz wicemistrzem Pucharu Pokoju i Przyjaźni. W 1979 roku ponownie był drugi w klasyfikacji Pucharu Pokoju i Przyjaźni. W sezonie 1980 trzeci raz z rzędu został wicemistrzem Pucharu Pokoju i Przyjaźni. W roku 1981 był czwarty w Pucharze Pokoju i Przyjaźni, został ponadto mistrzem ZSRR w klasyfikacji samochodów turystycznych do 1600 cm³. Drugie z tych osiągnięć powtórzył w 1983 roku.